# Tunnelbaneplan för Stockholm 1965
Tunnelbaneplanen för Stockholm 1965 utgavs av Generalplaneberedningens tunnelbanekommitté i Stockholm. Planen illustrerades av en detaljerad karta över Storstockholm, där befintliga och föreslagna sträckningar för Stockholms tunnelbana var inritade. På kartan redovisades även Stockholms stadsmotorvägar enligt 1960 års trafikledsplan. Bara en del av planen realiserades. Kartan är ett unikt dokument över Stockholms planerade infrastruktur i en tid av rådande framstegsoptimism.

## Bakgrund
Mellan 1930 och 1965 ökade folkmängden i Stockholms län med 60 procent (från cirka 770 000 till 1 270 000 invånare). I början av 1940-talet bodde ca 60 procent av Storstockholms befolkning i innerstaden, 20 procent i ytterstaden och 20 procent i förorter utanför stadsgränsen. År 1965 bodde mindre än 30 procent i innerstaden, 40 procent i ytterstaden och drygt 30 procent i förorterna. Gällande arbetsplatser låg 1960 ca 60 procent i innerstaden, 20 procent i ytterstaden och 20 procent i förortskommunerna.
Prognosen för millennieskiftet 2000 förutsåg att 1,6-1,7 miljoner invånare skulle bo i Stockholm, varav 15 procent i innerstaden, 25 procent i ytterstaden och 60 procent i förortskommunerna. Man räknade också med att arbetsplatserna relativt sett skulle vara fler i innerstaden än i ytterområdena. Hela bilden visade att framtida trafikproblem var oundvikliga om man inte kraftfullt skulle bygga ut stadens infrastruktur, huvudsakligen den spårbundna trafiken (tunnelbanan) men även trafikleder och motorvägar. 1965 lämnade därför Generalplaneberedningens tunnelbanekommitté på uppdrag av Stadskollegiet ett förslag om utbyggnad av tunnelbanenätet.

## Tunnelbaneplanen
År 1965 existerade  stora delar av gröna linjen och vissa delar av röda linjen. Av blå linjen var ingenting byggt. På en karta “Tunnelbaneplanen för Stockholm 1965“ gavs en samlad överblick för tunnelbaneutbyggnaden, motorvägar, centrum- och arbetsområden samt bostadsområden. Med blå färg (ej att förväxla med “Blåa linjen”) visades “färdig eller beslutad” tunnelbana, med grön färg (ej att förväxla med “Gröna linjen”) visades “föreslagna” linjer, med streckat “föreslagna men ej studerade” och med prickat alternativa sträckningar. På kartan syns hur linjedragningarna skulle gå och det finns även några föreslagna namn på de nya stationerna.
Meningen var att sju sektorer skulle försörjas med tunnelbanor via nybyggnad eller förlängningar av befintliga banor. Kommittén ville börja med att bygga ut linjerna i nordväst, norr och sydöst.
- I sydöst skulle linjen till Kungsträdgården dras vidare till Slussen och stationerna Katarina (vid Åsögatan/Nytorgsgatan) samt Sofia (vid Vita Bergen) där linjen delades. Den västra banan skulle gå i en böj via Hammarby industriområde till Skärmarbrink och där ansluta till Hagsätragrenen vid Isstadion (nuvarande tunnelbanestation Globen). Den östra delen gick vidare till stationerna Lugnet (vid Värmdövägen), Sickla och Finntorp till Nacka centrum.
- Från Bagarmossen planerades linjen fortsätta via Älta till Bollmora.
- I sydväst var tunnelbanelinjen till Vårberg redan beslutad och man planerade en fortsättning via Vårby, Masmo, Fittja, Slagsta och Hallunda till Alby.
- I nordväst planerades de linjer som i stort sett finns idag till Hjulsta och Akalla, men Akallagrenen skulle gå vidare norrut via Hansta och avslutas i Bög strax söder om Häggvik.
- I norr skulle en linje dras från Östermalmstorg via Stockholms stadion och stationerna Engelbrekt (Tekniska högskolan), Frescati (Universitetet), Bergshamra till Mörby station på Roslagsbanan. Tunnelbanan föreslogs ta över Roslagsbanans befintliga sträckning från Mörby via Roslags Näsby och Tibble (nuvarande Täby centrum), till Hägernäs. En alternativ sträckning angavs via Mörby centrum och planerad bebyggelse i Danderydsberg för en anslutning till Roslagsbanans sträckning vid Täby centrum.
- I nordöst skulle linjen förlängas från Ropsten till Lidingö centrum. Ännu gällande stadsplaner från 1964 innehåller ett reservat för tunnelbanebro.

## Resultat
Planen har till relativt stor del förverkligats, dock har flera av delarna utanför centrala Stockholm inte byggs ut lika långt som planerat.
- Sträckan Kungsträdgården - Nacka byggdes aldrig men blev i februari 2012 aktuell igen. Då bestämdes att en förstudie skulle undersöka möjligheterna kring att bygga ut tunnelbanans Blåa linjen från Kungsträdgården till Nacka Forum.[1] Därefter bekräftades planerna även i Stockholmsförhandlingen. Linjen mot Nacka kommer att få fyra nya stationer: Sofia, Hammarby kanal, Sickla, Järla och Nacka, och har planerad trafikstart 2030.[2] Efter station Hammarby kanal kommer linjen även grenas av söderut, med nya stationer vid Gullmarsplan och Slakthusområdet, och ta över Hagsätralinjens sträckning från Sockenplan och vidare. Detta innebär även att Hagsätralinjen blir blå på tunnelbanekartan och att stationerna Globen och Enskede gård stängs.
- Från Bagarmossen förlängdes banan bara en ytterligare station, och då till Skarpnäck i stället för till Älta. Det finns idag inga planer på att bygga vidare på linjen.
- I sydväst byggdes tunnelbanan ut till Norsborg, med en annan sträckning än den föreslagna, där Alby passeras före Hallunda istället för tvärtom samt att stationen i Slagsta slopades.
- Linjen nordväst har till stor del byggts enligt planen, dock byggdes den norra linjen inte längre än till Akalla. Hansta planerades att bebyggas från 1980-talet, men har senare blivit naturreservat. Den förberedda stationen i Kymlinge har aldrig öppnats. Under 1990-talet var en förlängning från Hjulsta till Barkarby järnvägsstation beslutad inom det såkalade Dennispaketet. I samband med Stockholmsförhandlingen beslutades denna förlängning, men den kommer dras från Akalla istället. Linjen får två nya stationer, Barkarbystaden och Barkarby, och har planerad trafikstart 2027.[3]
- Linjen från Östermalmstorg norrut har byggts till Mörby centrum, i stort sett enligt den alternativa sträckningen. Roslagsbanan har inte konverterats. Det finns idag inga planer att bygga ut linjen längre än till Mörby centrum eftersom Roslagsbanan har rustats upp istället för att läggas ner som tidigare var planerat. Planer för tunnelbaneutbyggnad till Täby har dock återigen börjat aktualiseras.
- Linjen från Ropsten till Lidingö centrum har inte byggts, däremot har en ny bro byggts för Lidingöbanan, som kan komma att kombineras med en omläggning av Lidingöbanan via Lidingö centrum.

## Trafikleder och motorvägar
Planen redovisar även det tänkta framtida trafikleds- och motorvägsnätet enligt 1960 års trafikledsplan.  
- Runt Stockholms mera centrala delar märks Stockholms ringled med sträckning längs Valhallavägen, över Djurgården och en anslutning till Södra länken via Österbron.
- Rakt genom staden planerades för Stockholms nord-sydaxel med en ny högbro över Årstaviken (Johanneshovsbron).
- I ost-västlig riktning syns Rådmansleden med sin förlängning genom Lill-Jansskogen över Lidingöbron till Lidingö. Via broar skulle leden fortsätta över Storholmen ända ut till Frösvik på Bogesundslandet.
- I öst är Skarpnäcksleden och Värmdöleden inritade.
- Salemsleden är inritad förbi Huddinge.
- I väst syns Brommagrenen och Huvudstaleden.